# Світовий годинник

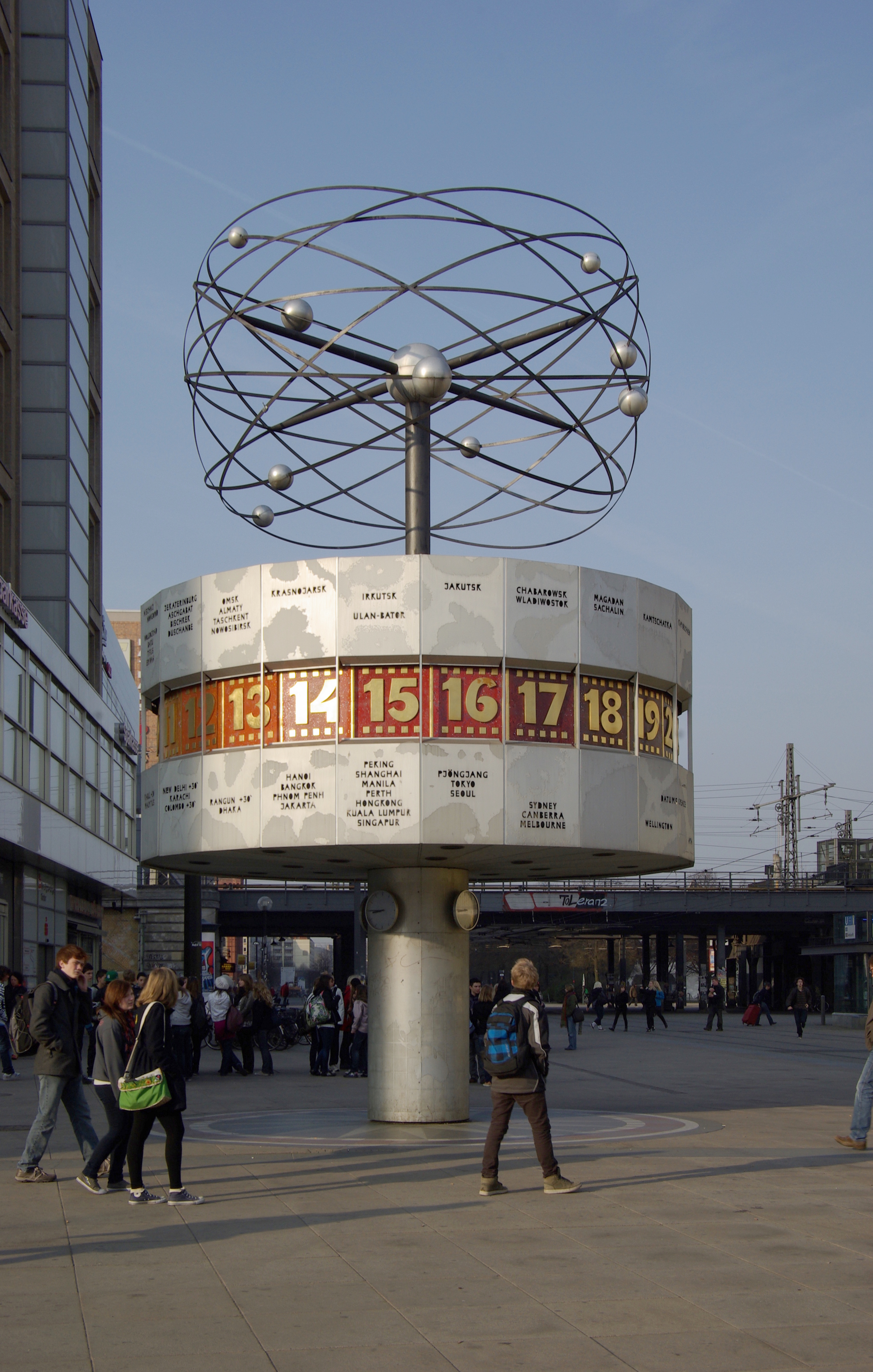
Світовий годинник (Weltzeituhr) на Александерплац у Берліні (1968 —1969)

Світовий годинник — це годинник, який показує час у різних містах світу.

## Опис
Дисплей може бути виконано по-різному:
- циферблат може поєднувати багато різних круглих аналогових годинників чи багато цифрових годинників. При цьому кожен годинник підписано назвою найбільшого міста чи часової зони;
- це також може бути карта світу у поєднанні із аналоговим чи цифровим дисплеєм;
- карта світу, яка обертається за двадцять чотири години;
- проектування світла на карту, як використовується у «Geochron».

Також існують світові наручні годинники.